# Mark E. Smith

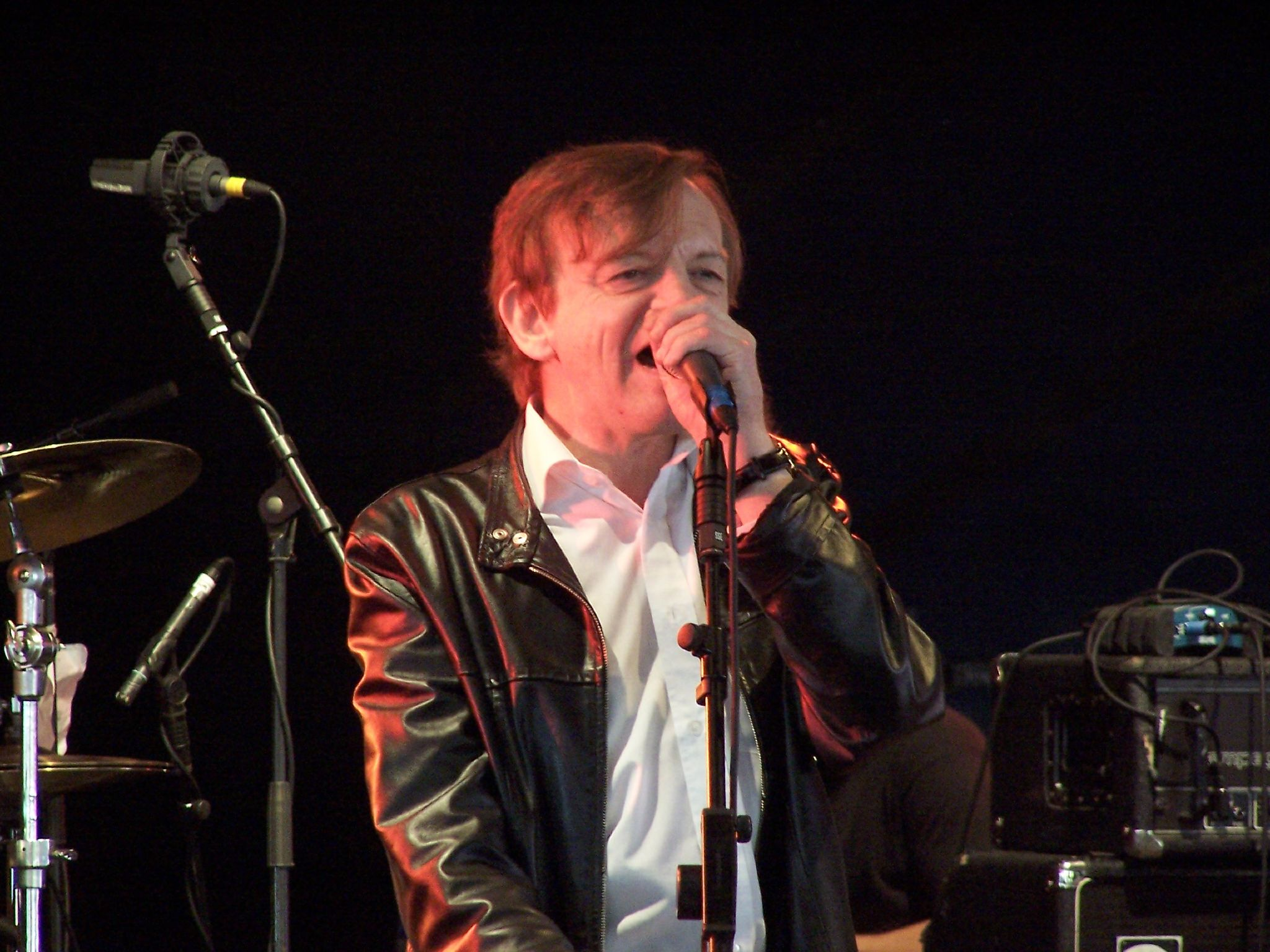
Mark E. Smith (2006)

Mark Edward Smith (* 5. März 1957 in Salford; † 24. Januar 2018 in Prestwich) war der Sänger der englischen Post-Punk-Band The Fall. Er lebte zuletzt in Prestwich.

## Biografie
Smith hatte in den Docks von Manchester gearbeitet, bevor er 1976 The Fall gründete. Während des langjährigen Bestehens der Band kam es zu häufigen Wechseln des Line-ups; Smith blieb als Sänger und Frontmann die einzige Konstante in der Bandgeschichte. Neben den zahlreichen Alben von The Fall veröffentlichte er zwei Spoken-Word-Projekte: The Post-Nearly Man und Pander! Panda! Panzer!. 2007 erschien in Zusammenarbeit mit Mouse on Mars unter dem Bandnamen Von Südenfed das Album Tromatic Reflexxions.
Vom 19. Juli 1983 bis ins Jahr 1989 war Smith mit der Gitarristin Brix Smith verheiratet, die während dieser Zeit auch Mitglied bei The Fall war. Nach der Scheidung 1989 heiratete er am 27. November 1991 Safron Pryor, Sekretärin des The-Fall-Fanklubs „Cog Sinister Fan Clubs“. Sie ließen sich im Februar 1995 scheiden. Im Dezember 1995 traf Smith in Berlin die Musikerin Eleni Poulou, die er später heiratete. Sie schloss sich der Band 2002 als Keyboarderin an.
Seinen letzten Auftritt hatte Smith in der Queen Margaret Union in Glasgow im November 2017. Er saß dabei im Rollstuhl. Nach langer Krankheit starb Mark E. Smith kurz darauf im Januar 2018 im Alter von 60 Jahren.

## Diskografie (Auszug)
mit The Fall

## Würdigungen
- Die Band Tocotronic erwähnt Smith in ihrem Song Ich habe geträumt, ich wäre Pizza essen mit Mark E. Smith.
- Die englische Band The Fat White Family veröffentlichte eine EP mit dem Titel I Am Mark E Smith.
- 2004 erschien das Album A Tribute to The Fall – perverted by Mark E.
- Das Bandprojekt Knarf Rellöm with the Shi Sha Shellöm von und mit Knarf Rellöm veröffentlichte 2004 einen Song mit dem Titel How I wrote Mark E. Smith.
- Der Schriftsteller Frank Witzel zitiert ein Lied („How I Wrote Elastic Man“) von Smith in seinem Buch Die Erfindung der Roten Armee Fraktion durch einen manisch-depressiven Teenager im Sommer 1969.